# Мельзунген
Мельзунген (нем. Melsungen) — город в Германии, в земле Гессен. Подчинён административному округу Кассель. Входит в состав района Швальм-Эдер.  Население составляет 13 384 человека (на 31 декабря 2010 года). Занимает площадь 63,1 км². Официальный код — 06 6 34 014.
Город подразделяется на 7 городских районов.

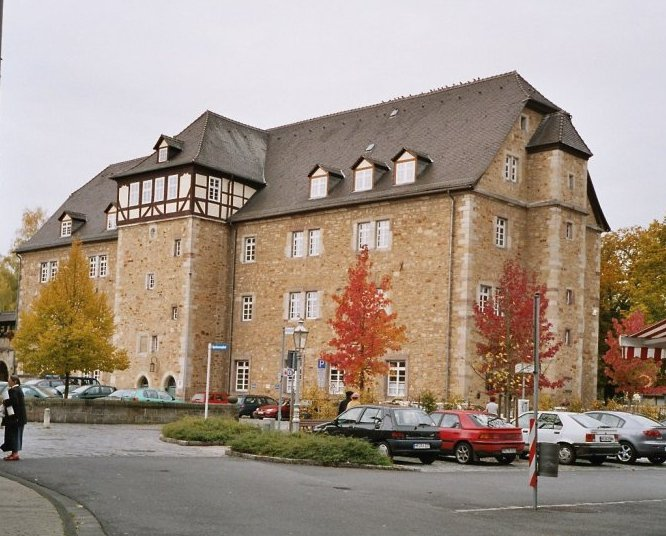
Мельзунген